# Lya Ziverts
Anna Emilya (Lya) Ziverts (Gavieze, 29 juni 1903 - onbekend) was een Lets sopraan, die tussen 1940 en 1958 in Nederlands woonde en werkte.
Ze was dochter van Martins Ziverts en Anna Leigut. Vlak na de Tweede Wereldoorlog trouwde ze met Johannes Bernardus Adrianus Bon, van wie ze in 1948 scheidde. In 1956 hertrouwde ze met de Poolse vertaler Max Gorzijnski.
Haar naam komt in de jaren veertig op de affiches met een concert met liederen van Hugo Wolf te houden in de kleine zaal van het Concertgebouw; ze werd toen begeleid door Henri Pusch achter de piano. Volgens een artikel in Het Volk verbleef zij toen al enige tijd in Nederland en had hier ook lessen gehad en wel van Dora de Louw. In 1944 stond ze in dezelfde zaal in een programma gewijd aan meerdere componist, toen was Pusch ook haar begeleider, net als Adriaan van Driem. Na de Tweede Wereldoorlog was het enige tijd stil, maar in de jaren vijftig was ze regelmatig te horen tijdens Nederlands-Poolse avonden (Vereniging Nederland-Polen; in 1952 onder Zdzilaw Górzynski en Rotterdams Philharmonisch Orkest) , als ook weer in het Concertgebouw, nu met pianist Felix de Nobel. In 1955 zong ze in het Amsterdamse Stedelijk Museum liederen op tekst van de herdachte Adam Mickiewicz, met dit keer Geza Frid achter de piano.
Ze woonde langere tijd in Amsterdam, bijvoorbeeld op het Jan Willem Brouwersplein 3 (Concertgebouwplein) en in de Vondelstraat. In 1958 vertrok ze naar Warschau en er werd niets meer van haar vernomen anders dan dat ze in 1969 nog even terugkwam naar Amsterdam. 